# St. Mary, Missouri
St. Mary är en ort i Sainte Genevieve County i delstaten Missouri, USA.